# Crölpa-Löbschütz
Crölpa-Löbschütz là một đô thị thuộc huyện Burgenland, bang Sachsen-Anhalt, Đức. Đô thị Crölpa-Löbschütz có diện tích 7,82 km², dân số thời điểm ngày 31 tháng 12 năm 2006 là 546 người.